# Halmstad IBK
Halmstads IBK är en svensk innebandyklubb från Halmstad, bildad 1989. Klubbens damlag spelade i Elitserien under tre säsonger i början av 2000-talet men drog sig ur 2003 av ekonomiska skäl.